# Pontella sewelli
Pontella sewelli is een eenoogkreeftjessoort uit de familie van de Pontellidae. De wetenschappelijke naam van de soort is voor het eerst geldig gepubliceerd in 1987 door Heinrich.